# Колунг (Батхыок)
Колунг (вьет. Cổ Lũng) — община в уезде Батхыок, провинция Тханьхоа, Вьетнам.

## Границы
Община Колунг расположена на северо-западе уезда Батыок, на левом берегу реки Ма .
Граничит:
- На востоке — с общиной Нголуонг уезда Танлак, общиной Тыдо уезда Лакшон, провинция Хоабинь, и общиной Хачунг уезда Батхыок, провинция Тханьхоа.
- На юге — с общинами Хачунг и Банконг уезда Батхыок, провинция Тханьхоа.
- На западе — с общиной Лунгньем уезда Батхыок, провинция Тханьхоа.
- На севере — с общиной Лунгкао уезда Батхыок, провинция Тханьхоа, и общиной Нголуонг уезда Танлак, провинция Хоабинь.

## История
Община Колунг в прошлом также была известна как Мыонгкхоонг, столица чёрных таев.
В марте 1948 года община Колунг вошла в  общину Куоктхань уезда Батхыок. В 1964 году община Куоктхань была разделена на 5 общин: Лунгкао, Тханьшон, Тханьлам, Лунгньем и Колунг.
В настоящее время община Колунг включает в себя деревни: Фиа, Лака, Тенмой, Нанг, Накха, Док, Лак, Ам, Хьеу, Кхюин, Лонг, Эодьеу. Административный центр находится в поселке Накха.
В общине есть начальная школа, неполная средняя школа и гимназия.
Община Колунг удостоена звания Героя народных вооруженных сил за большой вклад в сопротивление французам во время Индокитайской войны.

## Культура
Колунг считается родиной легенды о Кхам Пань-Нанг Мыоне. Кроме того, он является центром традиционной культуры народа тай.
В Колунге находится храм Ко Лунг, сохранившийся со времён Индокитайской войны. Также на территории общины частично находится Фо Доан - рынок жителей горных районов, история которого восходит к французскому колониальному периоду.

## Примечание
1. ↑  GEOnet Names Server — 2018.
2. 1 2 3  Ban nghiên cứu và biên soạn lịch sử Thanh Hoá, sách đã dẫn, tập II, tr 12.
3. ↑  Ban nghiên cứu và biên soạn lịch sử Thanh Hoá, sách đã dẫn, tập II, tr 10.
4. ↑  Quyết định số 107-NV ngày 02-4-1964 của Bộ trưởng Bộ Nội vụ Việt Nam Dân chủ Cộng hòa.